# اوله اوستمو
اوله اوستمو (نروژی: Ole Østmo؛ ۱۳ سپتامبر ۱۸۶۶ – ۱۱ سپتامبر ۱۹۲۳) تیرانداز اهل نروژ بود.